# 붓치기레!

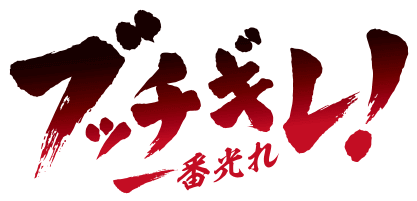

붓치기레!(일본어: ユーレイデコ)는 제노 스튜디오 제작에 의한 일본의 애니메이션 작품. 2022년 7월부터 9월까지 도쿄 MX, BS11에서 방영되었다.

## 구성
일본 막부 말기, 신센구미 제8사단은 가면귀신으로 알려진 제국주의 범죄 조직에 의해 사실상 전멸된다. 유일한 생존자 토도 헤이스케는 중상을 입어 손과 발을 잃었다. 토도는 지역 영주인 마츠다이라 카타모리로부터 질서를 유지하라는 임무를 받았고, 그래서 그는 사형을 선고받은 8명의 죄수들에게 옛 이름을 버리고 죽은 8명의 신센구미 대장을 대신하여 스스로를 구원할 기회를 제공한다. 7명의 죄수, 사쿠야, 보우, 소겐, 가타로, 스즈란, 아키라, 이치반보시가 제안을 받아들이고, 8번째는 즉시 처형된다.